# Joseph Opinel
Joseph Opinel, né le 11 avril 1872 à Albiez-le-Vieux, où il est mort le 29 janvier 1960, est un coutelier, taillandier et industriel français. Il est l'inventeur du couteau Opinel auquel il donne son nom.

## Biographie
Joseph Opinel naît le 11 avril 1872 et grandit dans une famille de taillandiers à Albiez-le-Vieux, en Maurienne. Fils de Daniel Opinel et de Françoise Gravier, il a deux frères Jean (1877-1943) et Albert (1885-1905) et trois sœurs Marie (1875-1968), Alphonsine (1879-1959) et Sylvie (1881-1886).
En 1890, il invente un modèle de couteau fermant auquel il donne son nom. Ce couteau correspondait à l'Opinel n°8 actuel. Quatre composants formaient le couteau dès le début : la lame, la virole fixe, le rivet et le manche. En 1897, 12 tailles sont inventées par Joseph pour différents usages. Il dépose la marque en 1909,. 
Le couteau Opinel remporte la médaille d'or à l'exposition alpine de Turin en 1911. La vitrine d'exposition est toujours visible dans l'entreprise.
En 1920, Joseph Opinel délocalise son entreprise à Cognin, dans la banlieue de Chambéry.
Il meurt le 29 janvier 1960, à Albiez-le-Vieux.
Après Joseph Opinel, l'entreprise Opinel est reprise par les générations suivantes.
Le musée de Saint-Jean-de-Maurienne porte son nom.